# کپوانوس (دهانه)
کپوانوس یک دهانه برخوردی در ماه‌ است.

## دهانه‌های اقماری
این دهانه ۱۱ دهانه اقماری دارد.
| Capuanus | عرض جغرافیایی | طول جغرافیایی | قطر          |
| -------- | ------------- | ------------- | ------------ |
| A        | ۳۴.۷° S       | ۲۵.۶° W       | ۱۳.۰ کیلومتر |
| C        | ۳۴.۹° S       | ۲۵.۳° W       | ۱۰.۰ کیلومتر |
| B        | ۳۴.۳° S       | ۲۷.۷° W       | ۱۱.۰ کیلومتر |
| E        | ۳۷.۵° S       | ۲۷.۱° W       | ۲۹.۰ کیلومتر |
| D        | ۳۶.۴° S       | ۲۶.۲° W       | ۲۲.۰ کیلومتر |
| F        | ۳۶.۹° S       | ۲۶.۶° W       | ۸.۰ کیلومتر  |
| H        | ۳۹.۴° S       | ۲۷.۲° W       | ۴.۰ کیلومتر  |
| K        | ۳۷.۹° S       | ۲۶.۵° W       | ۹.۰ کیلومتر  |
| M        | ۳۷.۵° S       | ۲۵.۶° W       | ۷.۰ کیلومتر  |
| L        | ۳۸.۳° S       | ۲۶.۳° W       | ۱۱.۰ کیلومتر |
| P        | ۳۵.۳° S       | ۲۸.۳° W       | ۷۸.۰ کیلومتر |